# Octafluoroxénate(VI) de nitrosonium
L’octafluoroxénate(VI) de nitrosonium, ou octofluoroxénate(VI) de nitrosonium, est un composé ionique de formule (NO)2[XeF8]. Il est constitué de deux cations nitrosonium NO+ et d’un anion octafluoroxénate [XeF8]2− bien identifiés. L’anion présente une géométrie d’antiprisme carré distordu, dont les liaisons Xe–F ont des longueurs variables mesurées à 197,1 pm, 194,6 pm, 195,8 pm, 205,2 pm et 209,9 pm. Il est obtenu en faisant réagir de l’hexafluorure de xénon XeF6 avec du fluorure de nitrosyle NOF :
XeF6 + 2 NOF → (NO)2[XeF8].
D’autres composés contenant l’ion octafluoroxénate(VI) sont connus, notamment ses sels de métaux alcalins comme Cs2XeF8 et Rb2XeF8, contenant respectivement du césium et du rubidium et qui demeurent stables jusqu’à 400 °C,.